# Spirulina

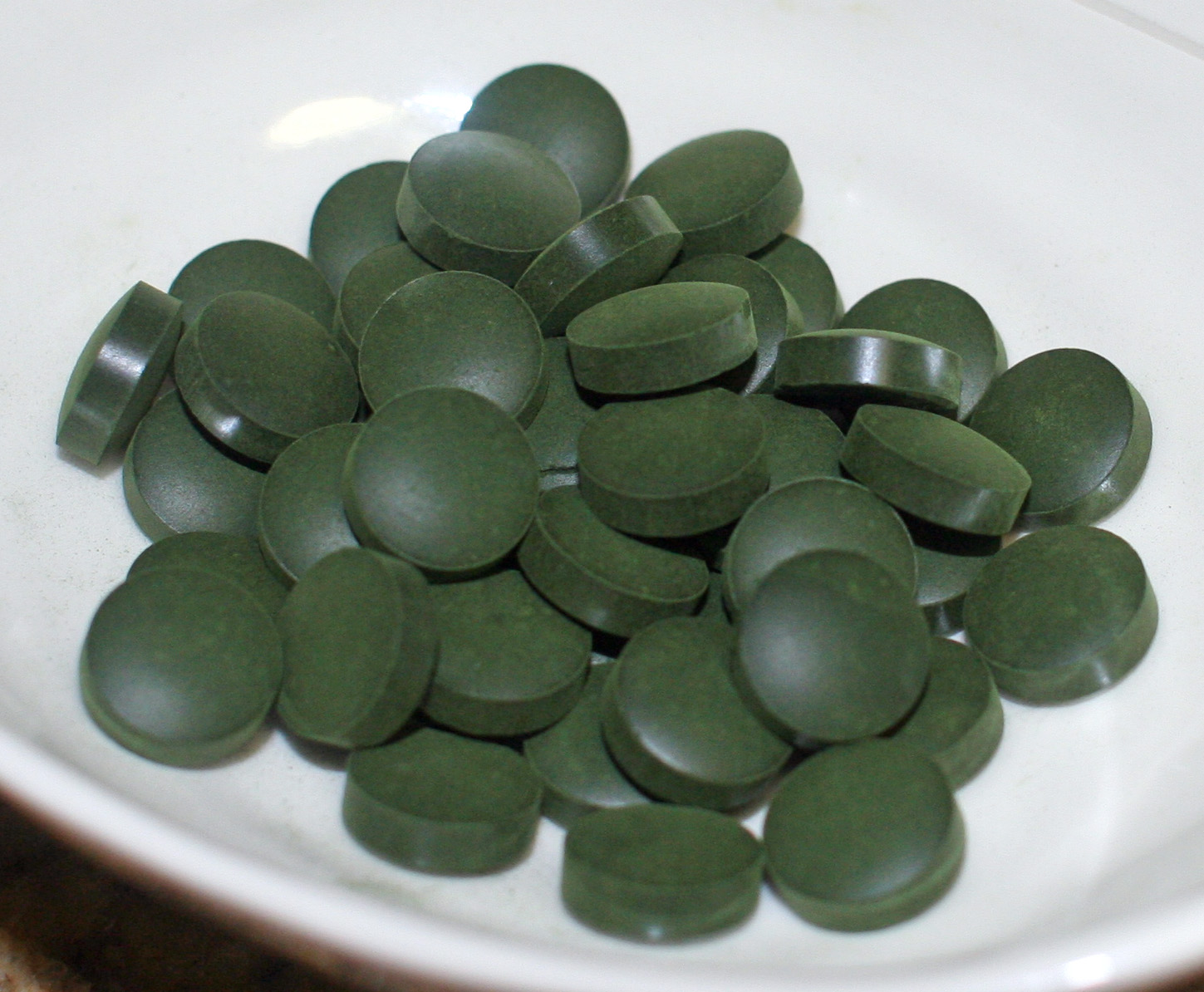
Spirulinatabletten à 400 mg

Spirulina ist ein Nahrungsergänzungsmittel, gewonnen aus Cyanobakterien (früher blaugrüne Algen oder Blaualgen genannt). Die weitaus wichtigsten Arten, die zur Produktion verwendet werden, sind Arthrospira platensis und Arthrospira maxima. Diese Bakterienarten wurden lange Zeit in der Gattung Spirulina geführt. Durch Fortschritte in der systematischen Zuordnung wurden sie später (erneut) in die Gattung Arthrospira transferiert. Obwohl die verwendeten Bakterienarten aus der Gattung Spirulina herausgenommen wurden, wurde der Handelsname „Spirulina“  beibehalten, da dieser bereits lange eingeführt und etabliert war, als die Gattungszuordnung geändert wurde.

## Eigenschaften
Das Bakterium bildet mehrzellige, wendelförmige Mikrofilamente. Die zylindrischen Zellen haben einen Durchmesser von etwa 1 bis 5 μm und eine Länge (Höhe) von etwa 1 bis 3 µm. Sie sind hintereinander angeordnet in langen, rechts- oder linkshändig wendelförmigen Filamenten mit einer Länge von 0,5 mm oder mehr und einem Wendeldurchmesser von 5 bis 40 μm. Das Längenwachstum der Filamente ist mit Zellteilung verbunden, ihre Vermehrung erfolgt durch Zerfall der Filamente.
Arthrospira ist oxygen photosynthetisch und enthält nur Chlorophyll a, das auch bei Pflanzen vorkommt. Da Arthrospira zu den Prokaryoten gehört, ist das Chlorophyll nicht wie bei den eukaryoten Pflanzen in organisierten Zellstrukturen, den Chloroplasten, lokalisiert, sondern es befindet sich in Membranen, die über fast die ganze Zelle verteilt sind. Arthrospira erhält durch weitere Pigmente, die das Chlorophyll-Grün überlagern, einen grün-bläulichen Farbton.

## Natürliche Vorkommen
Arthrospira kommt in stark alkalischen Salzseen (pH-Wert zwischen 9 und 11), aber auch in Süßwasser vor, sie besiedelt flache, subtropische bis tropische Gewässer mit hohem Salzgehalt, vor allem in Mittelamerika, Südostasien, Afrika und Australien. Sie wurde schon seit alters her von den an diesen Gewässern wohnenden Menschen als Nahrung genutzt, zum Beispiel von den Kanembu am afrikanischen Tschadsee in Form von Dihe und am mexikanischen Texcoco-See (als Tecuitatl von den Azteken).
Zudem findet man Arthrospira auch in der Erde.

## Kultivierung
Arthrospira-Biomasse wird in offenen und geschlossenen Aquakulturen bei einer Wassertemperatur von bis zu 37 Grad Celsius produziert. Das optimale Wachstum von Arthrospira hängt wesentlich von der zur Verfügung gestellten Menge an Kohlenstoffdioxid (CO2) ab. Daher wird den Aquakulturen neben dem Kohlenstoffdioxid, das aus der Luft in die Kultur gelangt, zusätzlich CO2 aus verschiedenen Quellen zugeführt. So wächst Arthrospira nicht nur schneller, sondern produziert auch wesentlich mehr Sauerstoff. Zur Ernte pumpt man die Kultur durch einen Filter oder eine Durchlaufzentrifuge und trocknet anschließend die so gewonnene Biomasse mit Heißluft oder im Sonnenlicht. Die getrocknete Biomasse wird zum Vertrieb meist zu Tabletten gepresst, in Kapseln eingeschlossen oder pulverisiert. Das Produkt wird als Spirulina bezeichnet.

## Inhaltsstoffe
Die Trockenpräparate enthalten durchschnittlich:
- 59,78 % Proteine
- 20,2 % Kohlenhydrate
- 4,06 % Fette
- 5,47 % Mineralstoffe

In den Proteinen sind alle essentiellen Aminosäuren enthalten, außerdem β-Carotin – eine Vorstufe des Vitamin A –, B-Vitamine und Vitamin E (2,8–12,5 mg / 100 g) sowie in hohen Konzentrationen Calcium, Eisen und Magnesium. In Aquakulturen wurde Vitamin C nicht nachgewiesen, eventuell liegt dies allgemein an der Trocknungsmethode.

### Vitamin B12
Spirulina enthält – bezogen auf den analytisch ermittelten hohen Gesamtwert von 127–244 μg/100 g Trockengewicht – zu etwa 83 % eine unwirksame Form des Vitamins B12 („Pseudovitamin B12“, „Vitamin-B12-Analoge“, Co-α-[α-(7-adenyl)]-Co-β-cyanocobamid), bei etwa 17 % handelt es sich um die vom Menschen verwertbare Vitamin-Form. Eine 1991 durchgeführte Studie mit Kindern, die ein Vitamin B12-Defizit aufwiesen, zeigte, dass nach Gabe von Spirulina zwar der Blutspiegel an messbaren Cyanocobalaminen anstieg. Dies bedeutet, dass diese über die Nahrung aufgenommen wurden. Die Krankheitssymptome verschwanden jedoch nicht. Eine Erklärung hierfür ist, dass es sich bei den aufgenommenen Cobalaminen größtenteils um Pseudovitamin B12 handelt, das bei der Vitamin B12-Bestimmung der Blutproben mitgemessen wurde. Außerdem ist unklar, ob die in Spirulina vorkommende verwertbare Form des Vitamin B12 überhaupt aufgenommen wird (Bioverfügbarkeit), da Pseudovitamin B12 die Bindung des „echten“ Vitamin B12 an den intrinsischen Faktor vermindern kann.
Von Spirulina als Vitamin B12-Quelle, insbesondere für Veganer, wird daher abgeraten.

### Kontamination durch Toxine und andere Gesundheitsrisiken

#### Cyanotoxine
Ein Problem bei der unkontrollierten Produktion in offenen Systemen (wie z. B. Seen) ist eine Kontamination mit Grünalgen und anderen Cyanobakterien, wie AFA-Algen. So konnten die von Cyanobakterien produzierten Cyanotoxine wie Anatoxin A in Produkten nachgewiesen werden (bis zu 11 µg/g). Aber auch das lebertoxische Microcystin war in zahlreichen Produkten enthalten (bis zu 0,84 μg/g), da diese mit Microcystis flos-aquae oder Microcystis aeruginosa kontaminiert waren.
Inzwischen wird Arthrospira aber auch aus geschlossenen, kontrollierten Systemen wie Photobioreaktoren angeboten, was nicht nur die Produktivität erhöht, sondern auch eine Kontamination minimiert.

#### Schwermetalle
Arthrospira vermag Schwermetalle wie Blei, Arsen, Cadmium oder Nickel anzureichern. Was bei der Reinigung von Gewässern vorteilhaft sein kann, muss bei der Kultivierung beachtet werden. So wurde der Grenzwert von 3 mg/kg Blei bei 5 von 13 Spirulina-Produkten überschritten. Der Gehalt an Nickel hat bei anderen untersuchten Produkten einen höchsten Wert von 4,67 mg/kg. Dagegen waren bei verschiedenen Messungen Arsen, Quecksilber und Cadmium innerhalb akzeptabler Grenzen.

#### Polycyclische aromatische Kohlenwasserstoffe
Der europäische Grenzwert von 50 µg/kg von {\displaystyle \Sigma _{4}}PAH (Summe der Mengen von Benzo[a]anthracen, Benzo[a]pyren, Benzo[b]fluoranthen sowie Chrysen) wurde bei wenigen Spirulina-Produkten überschritten (56 bis 84 μg/kg). In einem Trockenpulver lag dieser sogar bei 275,2 μg/kg.

## Verwendung

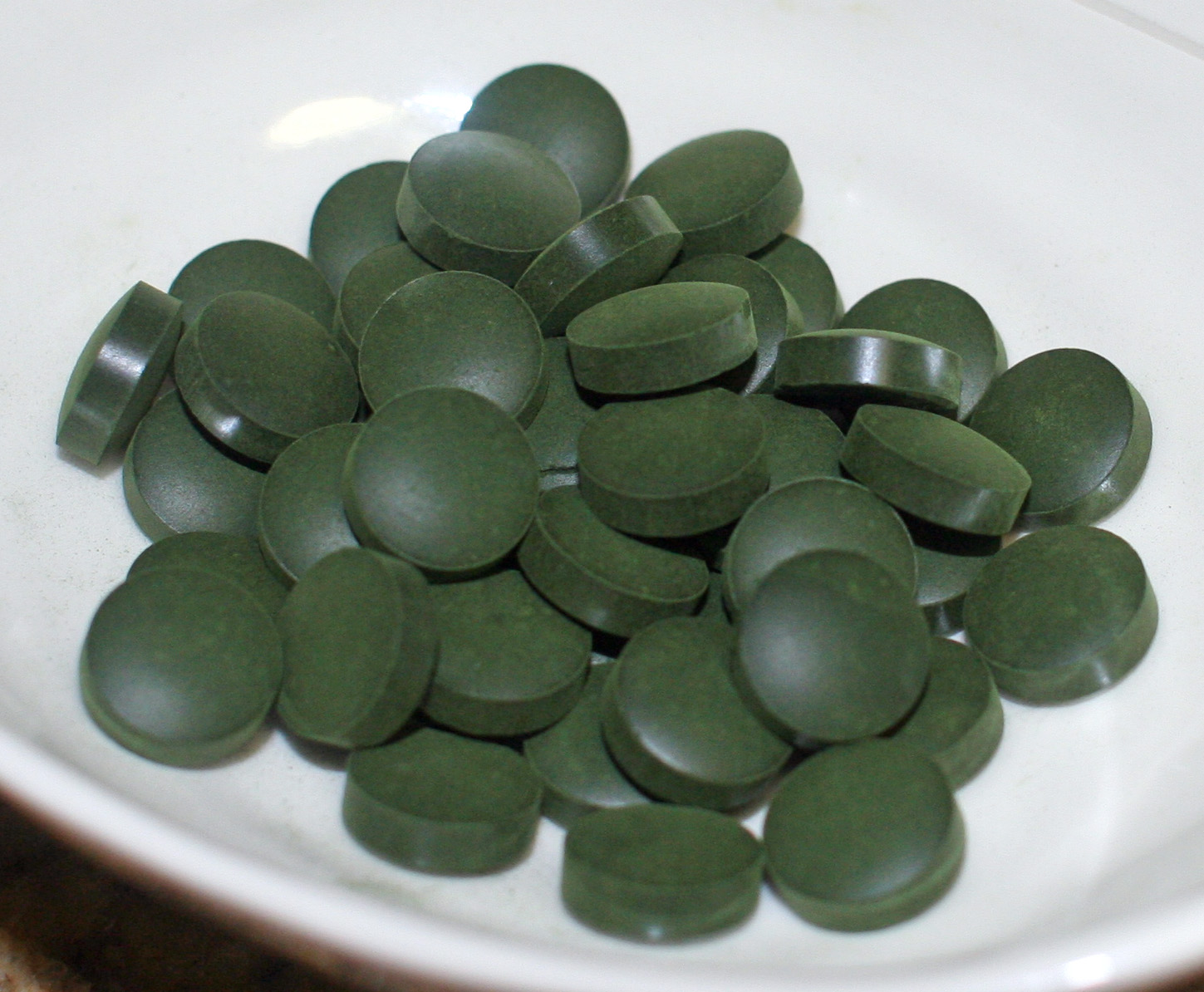
Spirulina-Tabletten

Jährlich werden etwa 3000 Tonnen Rohmasse Arthrospira platensis aus kommerziellem Anbau als Nahrungsergänzungsmittel verkauft. Spirulina ist in Deutschland wie auch die Süßwasseralge Chlorella in Form von Pulver, Kapseln oder Tabletten als Nahrungsergänzungsmittel erhältlich und wird in (Bio-)Lebensmitteln als nährstoffreiche Zutat verarbeitet (Nudeln, Fruchtriegel, Getränkepulver etc.). Spirulina ist auch Bestandteil vieler Fischfutter und einiger Katzenfuttermittel. Andere Verwendung findet man in der Biotechnologie und in der Biotechnik, wo Spirulina unter anderem als Biokatalysator in Fermentationsprozessen und zur Energiegewinnung verwendet wird.

### Nahrungsergänzung
Bei Spirulina-Produkten als Nahrungsergänzungsmittel wird der Eiweißgehalt und Vitamin B12-Gehalt ausgelobt. Die Dosis, die über Nahrungsergänzungsmittel bei Einnahme der höchsten empfohlenen Dosis aufgenommen wird, ist jedoch so gering, dass sich die ergänzende Eiweißzufuhr in der Regel kaum bemerkbar macht. Das manchmal gesondert ausgezeichnete Chlorophyll findet sich in jedem Lebensmittel mit grünen Pflanzenteilen. Die Auslobung von Vitamin B12 gilt als irreführende Werbung, da das enthaltene Vitamin B12 in inaktiver Form vorliegt, welches für den menschlichen Körper nicht bioverfügbar ist. Zwar gehört es auch in inaktiver Form zur Stoffgruppe Vitamin B12 kann jedoch nicht zur Versorgung beitragen, wie die Werbung über den Gehalt suggeriert.
Die Europäische Behörde für Lebensmittelsicherheit kam nach Auswertung der vorgelegten Studien von Herstellern zu dem Schluss, dass Spirulina-Kapseln keine Auswirkung auf die Glucose-Konzentration im Blut bei Diabetikern besitzen. Nach der Health-Claims-Verordnung dürfen die Nahrungsergänzungsmittel diesbezüglich nicht mehr beworben werden.

### Farbstoff
Aus dem konzentrierten Pulver von Arthrospira wird auch der Farbstoff Spirulina Blau (Phycocyanin) gewonnen. Es ist der einzige natürliche blaue Farbstoff für Lebensmittel. Grundlage hierfür ist Arthrospira platensis. Als Lebensmittel-Farbstoff wird Spirulina schon seit dem Jahr 2000 eingesetzt. Eine größere Bekanntheit hat der Farbstoff erst zwanzig Jahre später erlangt. Das hängt mit der Entscheidung des deutschen Fruchtgummiherstellers Haribo zusammen, auch blaue Gummibärchen anzubieten. Das war neunzig Jahre lang daran gescheitert, dass der Süßwarenhersteller zum Färben seiner Gummibärchen nur natürliche Farbstoffe verwendet. Bis zur Einführung von Spirulina gab es jedoch keine entsprechenden blauen Farbstoffe. Mit Spirulina-Pulver lassen sich blaue Farbtöne und in der Mischung mit Saflor auch grüne erzielen.

## Bedeutung als Nahrungsmittel
Die FAO erinnerte 2008 an die Bedeutung von Spirulina und forderte alle Nationen auf, den Anbau weiterzuentwickeln und zu intensivieren. Die Vereinten Nationen haben die Organisation IIMSAM (Intergovernmental Institution for the use of Micro-algae Spirulina Against Malnutrition) gegründet, die den Anbau von Spirulina weltweit zur Bekämpfung von Hunger und Unterernährung fördert.
Studenten der Technischen Universität Israel in Haifa haben eine neue Falafel-Art, die Algalafel, aus Spirulina entwickelt. Damit gewannen sie 2018 den ersten Preis des Wettbewerbes des Europäischen Instituts für Innovation und Technologie.

### Gesundheit
In der Alternativmedizin werden Spirulinapräparaten mögliche Effekte gegen Krebs, Viren und Allergien nachgesagt. Für alle nachgesagten Wirkungen fehlen jedoch aussagekräftige wissenschaftliche Belege.
Diversen Studien zufolge soll Spirulina bei Asthma, Allergien, Diabetes oder sogar chronischen Schmerzen helfen, das Risiko für Herz-Kreislauf-Erkrankungen senken oder beim Abnehmen helfen. Aufgrund gravierender Mängel sind die Ergebnisse dieser Studien jedoch nicht vertrauenswürdig.
Die Anwendung von Spirulina-Präparaten senkt möglicherweise die Cholesterin-Konzentration im Blut. Bei den durchgeführten Studien traten jedoch nur geringe Effekte zu Tage, die jeweilige Anzahl der Probanden bei den Studien war zu gering oder das Studiendesign schlecht, so dass bislang wenig verwertbare Ergebnisse vorliegen.
Das Hauptproblem für eine wissenschaftliche Aussagekraft der durchgeführten randomisiert-kontrollierten Studien liegt im Design und der Methodik, so dass beispielsweise der Vergleich zwischen beiden Gruppen fehlerbehaftet ist. Häufig sind die Untersuchungen mangelhaft durchgeführt worden.
Tierexperimentell wurde eine immunmodulierende Wirkung von Spirulina u. a. bei Allergien als Mastzellinhibitor beobachtet – Spirulina soll die Freisetzung von Histamin aus Mastzellen hemmen.
Daten aus vor allem Tierstudien weisen darauf hin, dass eine Supplementierung mit S. platensis die Diversität der Darmmikrobiota erhöhen und deren Zusammensetzung verbessern kann.
Ein Extrakt aus Spirulina zeigte in einer in-vitro Studie eine antibakterielle und antifungale Wirkweise gegenüber Grampositiven und Gramnegativen Bakterien sowie Pilzen der Gattung Candida.